# 麥克·賈吉
麥克·克雷格·賈吉（英語：Michael Craig Judge，1962年10月17日—）是一名美國男演員、喜劇演員、動畫師、編劇、監製及導演。較著名的是成人電視動畫《癟四與大頭蛋》（1993年至1997年，2011年）的創作者，同時也是電視動畫《一家之主》（1997年至2010年）、《好好家庭》（2009年）及電視劇《矽谷群瞎傳》（2014年至今）的共同創作者。他也自編自導了電影《癟四與大頭蛋》（1996年）、《上班一條蟲》（1999年）與《蠢蛋進化論》（2006年）。

## 早期生活
麥克·賈吉出生於厄瓜多瓜亞基爾，父親是考古學家威廉·詹姆士·「吉姆」·賈吉（William James "Jim" Judge），而母親瑪格麗特·伊馮娜（Margaret Yvonne）則是名圖書管理員，其娘家姓為布魯（Blue）。賈吉是家中三個小孩中的老二。他的父親還在一家促進農業發展的非營利性組織工作。
賈吉於新墨西哥州阿布奎基住了七年的時間。1986年，他從聖地牙哥加利福尼亞大學獲得了物理學理學士的學位。他此前就讀于聖庇護十世高中。

## 外部連結
- 麥克·賈吉在互联网电影资料库（IMDb）上的資料（英文）